# 美容師養成施設
美容師養成施設（びようしようせいしせつ）とは美容師学校、つまり美容師免許取得対応している都道府県知事指定の美容師養成施設指定校のこと。多くは2年制、3年制の専修学校である。
日本の美容師国家資格試験の要件は、日本の美容師養成施設卒業を前提としており、美容師養成施設で学んでいなければ美容師国家試験を受験することはできない。美容師養成施設である美容学校を卒業せずにヘアメイクアーティストや美容家と称し、美容師免許を取得しないで無免許の美容業をしている者であるならば、違法行為として行政指導や罰金等の対象となる。

## 美容師養成施設指定校
（出典は公益社団法人理容美容教育センター養成施設一覧 に基づく）

### ＜大学＞
山口県
- 東亜大学

大阪府
- 大阪樟蔭女子大学

### ＜短期大学＞
東京都
- 山野美容芸術短期大学

愛知県
- 名古屋文化短期大学

大阪府
- 堺女子短期大学

### ＜高校＞

#### 全日制高校

##### 神奈川県
- 横浜市立横浜商業高等学校別科

##### 岡山県
- 方谷學舎高等学校 ※在学中は専門学校倉敷ビューティーカレッジ通信制への入学（ダブルスクール）が要件

##### 山口県
- 早鞆高等学校

##### 愛媛県
- 今治明徳高等学校矢田分校

##### 福岡県
- 折尾愛真高等学校
- 誠修高等学校
- 福岡県立朝倉光陽高等学校

##### 佐賀県
- 佐賀女子高等学校

##### 長崎県
- 長崎女子高等学校
- 向陽高等学校

##### 大分県
- 福徳学院高等学校

##### 宮崎県
- 日章学園高等学校
- 小林西高等学校

##### 鹿児島県
- 鹿児島城西高等学校

#### 通信制高校

##### 茨城県
- 晃陽学園高等学校

##### 滋賀県
- 綾羽高等学校

##### 京都府
- 京都つくば開成高等学校（京都府在住者のみ[2]）

#### 広域
- 相生学院高等学校
- 北海道芸術高等学校
- ルネサンス高等学校
- 飛鳥未来高等学校
- 飛鳥未来きずな高等学校
- 日本ウェルネス高等学校
- 神村学園高等部
- 第一学院高等学校
- ヒューマンキャンパス高等学校
- 鹿島学園高等学校

### ＜専修学校高等課程＞

#### 宮城県
- 東北芸術高等専修学校

#### 栃木県
- 国際TBC高等専修学校

#### 東京都
- 山野美容専門学校
- 国際共立学園高等専修学校
- 大竹高等専修学校
- 国際共立学園高等専修学校
- すず学園高等専修学校
- 町田美容専門学校

#### 神奈川県
- アイム湘南理容美容専門学校

#### 千葉県
- パリ総合美容専門学校千葉校

#### 埼玉県
- グルノーブル美容専門学校

#### 茨城県
- 盈科美容専門学校（盈科学園EIKA美容専門学校）

#### 静岡県
- 静岡アルス美容専門学校
- 静岡新美容専門学校

#### 愛知県
- 愛知芸術高等専修学校
- 安城生活福祉高等専修学校
- 東海美容学校

#### 三重県
- 旭美容専門学校
- 伊勢理容美容専門学校

#### 大阪府
- NRB日本理容美容専門学校
- 大阪美容専門学校

#### 京都府
- 京都美容専門学校

#### 兵庫県
- アルファジャパン美容専門学校
- 日本高等美容専門学校

#### 島根県
- 浜田ビューティーカレッジ

#### 福岡県
- 福岡理容美容専門学校
- 福岡ベルエポック美容専門学校

#### 熊本県
- 八代実業専門学校

#### 沖縄県
- 大育高等専修学校

### ＜専修学校専修課程＞
※2022年現在、滋賀県に美容師養成の専修学校専修課程は存在しない。

#### 北海道
- 旭川理容美容専門学校
- 北海道美容専門学校
- 北海道理容美容専門学校
- 函館理容美容専門学校
- 釧路理容美容専門学校
- 北見美容専門学校
- 札幌ベルエポック美容専門学校
- 札幌ビューティーアート専門学校
- 札幌ビューティックアカデミー

#### 青森県
- 八戸理容美容専門学校
- 青森県ヘアアーチスト専門学校
- 青森県ビューティー&メディカル専門学校

#### 岩手県
- 岩手理容美容専門学校
- 盛岡ヘアメイク専門学校
- 東北ヘアーモード学院
- 北日本ヘア・スタイリストカレッジ

#### 宮城県
- 仙台理容美容専門学校
- SENDAI中央理容美容専門学校
- 仙台ヘアメイク専門学校
- 仙台ビューティーアート専門学校

#### 秋田県
- 秋田県理容美容専門学校
- 秋田ヘアビューティカレッジ

#### 山形県
- 山形美容専門学校

#### 福島県
- iwakiヘアメイクアカデミー
- 福島県高等理容美容学院
- 郡山ヘアメイクカレッジ
- 会津美容高等専修学校AIZUビューティーカレッジ
- 国際ビューティ&フード大学校

#### 茨城県
- 茨城理容美容専門学校
- 茨城県中央理容美容専門学校
- 水戸美容専門学校
- 盈科美容専門学校
- 専門学校水戸ビューティカレッジ
- WFAビューティアカデミー

#### 栃木県
- 栃木県美容専門学校
- 宇都宮美容専門学校
- 足利デザイン・ビューティ専門学校
- センスビューティーカレッジ
- 国際自動車・ビューティ専門学校
- 国際テクニカル美容専門学校
- 国際テクニカル理容美容専門学校

#### 群馬県
- 群馬県美容専門学校
- 伊勢崎美容専門学校
- 高崎ビューティモード専門学校

#### 埼玉県
- 埼玉県理容美容専門学校
- 専門学校トータルビューティカレッジ川越
- 専門学校東萌ビューティーカレッジ
- グルノーブル美容専門学校
- 大宮理容美容専門学校
- ミス・パリ・ビューティ専門学校大宮校
- 大宮ビューティー&ブライダル専門学校

#### 千葉県
- パリ総合美容専門学校千葉校
- 東洋理容美容専門学校
- 千葉美容専門学校
- ユニバーサルビューティーカレッジ
- パリ総合美容専門学校柏校
- ジェイ ヘアメイク美容専門学校
- 東京ベイカレッジ
- 千葉ビューティー＆ブライダル専門学校

#### 神奈川県
- 鎌倉早見美容芸術専門学校
- 横浜理容美容専門学校
- 神奈川ビューティー＆ビジネス専門学校
- アイム湘南理容美容専門学校
- 横浜fカレッジ
- 湘南ビューティーカレッジ
- 横浜ビューティー&ブライダル専門学校
- 岩谷学園アーティスティックB横浜美容専門学校
- 国際総合ビューティーカレッジ
- M.D.F. BEAUTY COLLEGE

#### 山梨県
- 山梨県美容専門学校

#### 東京都
- 山野美容専門学校
- 高山美容専門学校
- 窪田理容美容専門学校
- マリールイズ美容専門学校
- ハリウッド美容専門学校
- 東京美容専門学校
- 真野美容専門学校
- 国際文化理容美容専門学校渋谷校
- 住田美容専門学校
- 中央理美容専門学校
- 東京理容専修学校
- 日本美容専門学校
- 国際理容美容専門学校
- 資生堂美容技術専門学校
- 東京総合美容専門学校
- 国際文化理容美容専門学校国分寺校
- 東京文化美容専門学校
- 東京マックス美容専門学校
- コーセー美容専門学校
- 山野美容芸術短期大学
- 早稲田美容専門学校
- ベルエポック美容専門学校
- タカラ美容専門学校
- 東京ビューティーアート専門学校
- 町田美容専門学校
- アポロ美容理容専門学校
- 専門学校エビスビューティカレッジ
- 東京モード学園
- 東京ベルエポック美容専門学校
- ミス・パリ・ビューティ専門学校
- 東京ビューティー＆ブライダル専門学校

#### 新潟県
- 新潟理容美容専門学校
- 長岡美容専門学校
- 国際ビューティモード専門学校
- 新潟美容専門学校　ジャパン・ビューティ・アカデミー
- クレア　ヘアモード専門学校

#### 富山県
- 富山県理容美容専門学校
- 専門学校　富山ビューティーカレッジ
- 臼井美容専門学校

#### 石川県
- 石川県理容美容専門学校
- 専門学校金沢美専

#### 福井県
- 福井県理容美容専門学校
- 大原スポーツ医療保育福祉専門学校

#### 長野県
- 長野理容美容専門学校
- 松本理容美容専門学校

#### 岐阜県
- 岐阜美容専門学校
- ベルフォート美容専門学校

#### 静岡県
- 静岡県美容専門学校
- 静岡県西部理容美容専門学校
- タカヤマアドバンスビューティー専門学校
- 静岡県東部総合美容専門学校
- 静岡アルス美容専門学校
- 池田美容学校
- 静岡新美容専門学校
- フリーエース美容学校
- ルネサンス　デザイン・美容専門学校

#### 愛知県
- アリアーレビューティー専門学校
- 愛知美容専門学校
- 中部美容専門学校名古屋校
- 名古屋理容美容専門学校
- 名古屋綜合美容専門学校
- 中日美容専門学校
- 愛知県東三高等理容学校
- 愛知県東三高等美容学校
- 東海美容学校
- 中部美容専門学校岡崎校
- 名古屋美容専門学校
- 専門学校 中部ビューティ・デザイン・デンタルカレッジ
- 名古屋ビューティーアート専門学校
- 美容専門学校アーティス・ヘアー・カレッジ
- 名古屋ビューティー専門学校
- 愛知中央美容専門学校
- 名古屋モード学園
- MOOビューティーアソシエイション
- セントラルビューティストカレッジ
- ビーキュービック美容学校
- アクア理美容学校
- セブンティーン美容専門学校
- IG BEAUTY ACADEMY

#### 三重県
- 旭美容専門学校
- ミエ・ヘア・アーチストアカデミー
- 伊勢理容美容専門学校

#### 京都府
- 京都理容美容専修学校
- アミューズ美容専門学校
- 京都美容専門学校
- YIC京都ビューティ専門学校
- 京都医健専門学校

#### 兵庫県
- BEAUTY ARTS KOBE 日本高等美容専門学校
- 神戸理容美容専門学校
- 尼崎理容美容専門学校
- 姫路理容美容専門学校
- 神戸ベルェベル美容専門学校
- アルファジャパン美容専門学校

#### 奈良県
- 奈良理容美容専門学校
- 橿原美容専門学校
- 彩ビューティーカレッジ

#### 和歌山県
- 和歌山高等美容専門学校
- IBW美容専門学校

#### 大阪府
- 大阪美容専門学校
- 大阪中央理容美容専門学校
- ル・トーア東亜美容専門学校
- NRB日本理容美容専門学校
- 関西美容専門学校
- 高津理容美容専門学校
- アイム近畿理容美容専門学校
- グラムール美容専門学校
- 小出美容専門学校
- 大阪ベルェベル美容専門学校
- 理容美容専門学校西日本ヘアメイクカレッジ
- ヴェールルージュ美容専門学校
- 大阪ビューティーアート専門学校
- 桂make-upデザイン専門学校
- 大阪モード学園
- 西日本ヘアメイクGraduateカレッジ
- ECCアーティスト美容専門学校
- SPC学園アーデントビューティーカレッジ
- 小出美容専門学校大阪校
- スタリアビューティーカレッジ大阪
- ロゼ＆ビューティー美容専門学院

#### 鳥取県
- 鳥取県理容美容専門学校

#### 島根県
- 松江理容美容専門大学校
- 浜田ビューティーカレッジ

#### 岡山県
- 岡山県理容美容専門学校
- 専門学校 岡山ビューティモード
- 専門学校　倉敷ビューティーカレッジ

#### 広島県
- 広島県東部美容専門学校
- 広島県理容美容専門学校
- 専門学校マインド.ビューティーカレッジ
- 広島美容専門学校
- 広島ビューティー＆ブライダル専門学校

#### 山口県
- 下関理容美容専門学校
- 山口県理容美容専門学校
- YICビューティモード専門学校

#### 徳島県
- 専修学校徳島県美容学校
- 専門学校徳島穴吹カレッジ

#### 香川県
- 専修学校香川県美容学校
- 専門学校穴吹ビューティカレッジ

#### 愛媛県
- 一般社団法人宇和島美容学校
- 東予理容美容専門学校
- 愛媛県美容専門学校
- 河原ビューティモード専門学校

#### 高知県
- 高知理容美容専門学校
- 龍馬デザイン・ビューティ専門学校

#### 福岡県
- 福岡理容美容専門学校
- 福岡美容専門学校福岡校
- 大村美容ファッション専門学校
- ハリウッドワールド美容専門学校
- 福岡南美容専門学校
- 九州CTB理容美容専門学校
- 飯塚理容美容専門学校
- 福岡美容専門学校北九州校
- 福岡ビューティーアート専門学校
- 麻生美容専門学校
- 福岡ベルエポック美容専門学校

#### 佐賀県
- アイ・ビービューティカレッジ
- エッジ国際美容専門学校

#### 長崎県
- 佐世保美容専門学校
- 長崎県美容専門学校

#### 熊本県
- 九州美容専門学校
- 熊本高等理容学校
- 熊本ベルェベル美容専門学校
- 専修学校モア・ヘアメイクカレッジ
- 八代実業専門学校

#### 大分県
- 専門学校　明日香美容文化専門大学校
- 専修学校明星国際ビューティカレッジ
- アンビシャス国際美容学校

#### 宮崎県
- 宮崎美容専門学校
- 宮崎サザンビューティ専門学校

#### 鹿児島県
- 鹿児島県理容美容専門学校
- 鹿児島県美容専門学校
- 赤塚学園美容・デザイン専門学校
- 鹿児島レディスカレッジ

#### 沖縄県
- 中部美容専門学校
- 琉美インターナショナルビューティカレッジ
- 大育理容美容専門学校
- 専修学校ビューティーモードカレッジ
- 沖縄ホテル観光専門学校
- 沖縄ビューティーアート専門学校